# 京王堀之內站
京王堀之內站（日语：／ Keiō-horinouchi eki */?）是位於東京都八王子市堀之內，屬於京王電鐵相模原線的鐵路車站。車站編號是KO42。

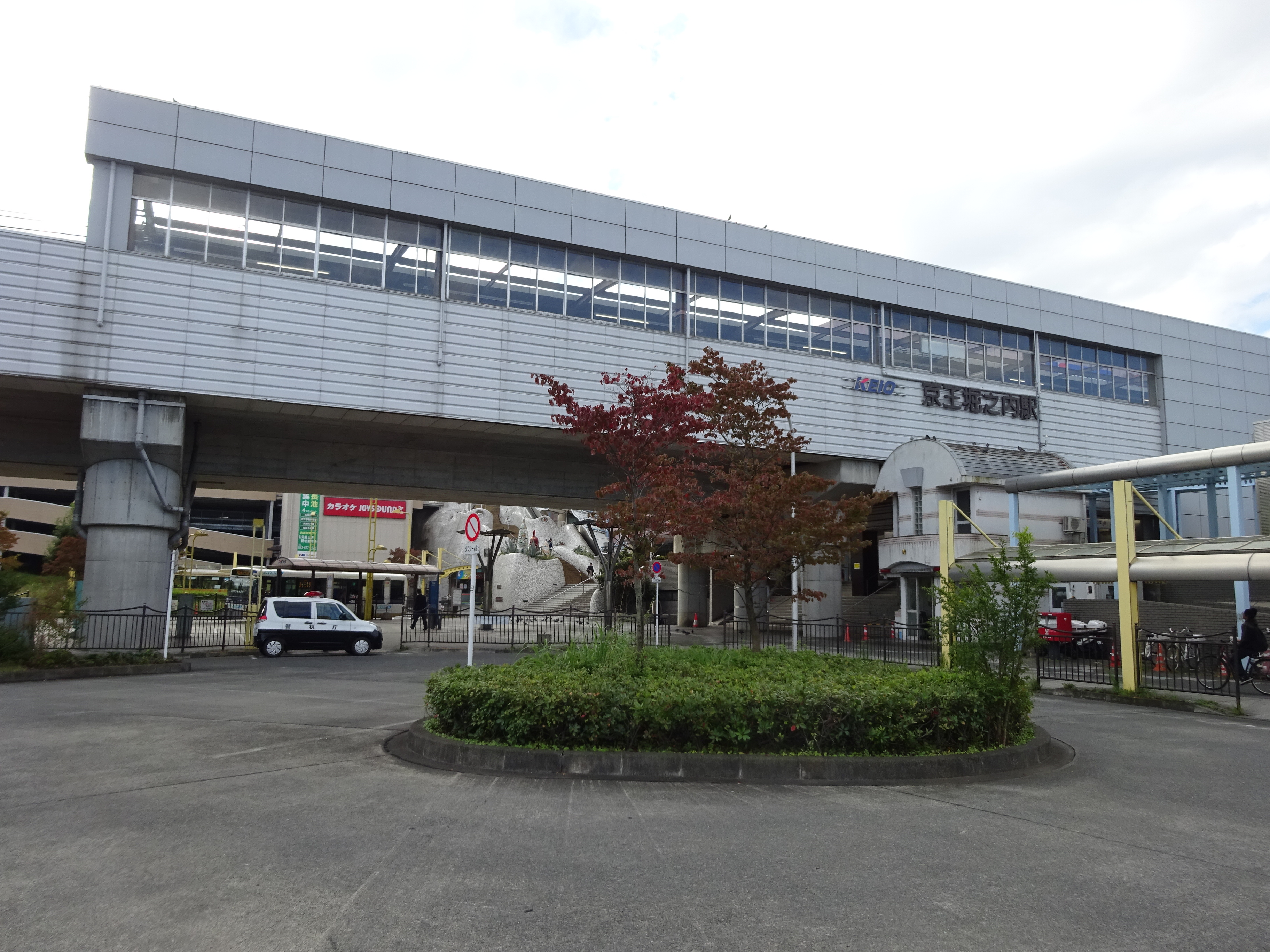
北口(2016年10月)

## 歷史
- 1988年5月21日，作為京王帝都電鐵的車站啟用，最初是相模原線延線的臨時站，以南大澤站為終點站，同時通勤快速開始在此站停靠。
- 1992年5月28日，快速開始在此站停靠。
- 2013年
  - 2月22日，以KO42作為車站編號。
  - 8月3日，車站內的改善工程完工，車站事務室和剪票口移至現時位置。

### 設置過程與站名由來
京王帝都電鐵最初規劃將京王相模原線從京王多摩中心站延伸至橋本站時，僅計畫在現在南大澤站（建設計畫時稱「由木平站」）設站。之後隨著多摩新市鎮的開發，計畫在中間地點「別所、堀之內」地區設置居民服務據點「地區中心」，並設置鐵路車站。另外，本站周邊在新市鎮開發前就有許多居民，因此也可提升當地的交通便利性。
車站所在地名為八王子市堀之內，但因鄰接別所交界，當時站名有「堀之內」、「別所」兩種方案。最終選擇「堀之內」作為站名，由於京濱急行電鐵已有「堀之內站」，因此本站站名冠上公司名為「京王堀之內站」。
地名「堀之內」源自於平安時代，因位於地方武士團「西黨一族」居館周邊的堀內側而得名。車站周邊建設時層挖掘出繩文、彌生時期的人骨與土器、石器等，推論出這一帶自繩文時代起就有人類居住。

### 開設後
本站於1988年5月21日開站。車站南側丘陵地一帶為新住宅市街地開發事業區域，而車站北側一帶與西側都道155號線沿線則是土地區劃整理事業區域。雙方區域的開發手法與空間組成有很大不同，因此造成車站南北景觀的差異。車站開設當時，由於周邊都還在開發中，因此巴士圓環等站前廣場用地仍呈未使用狀態。
之後南側丘陵地公寓群陸續興建，車站南側大規模商業設施「VIA長池」（ビア長池）完工，SUPER三和與京王堀之內站前郵便局等開設。南側別所地區除部分區劃外大致完成開發，野猿街道北側丘陵一帶的堀之內地區則繼續進行住宅開發。
讀賣電視台多摩工作室完成後，堀之內地區多次成為電視劇的拍攝場地。雖然該工作室在2003年關閉拆除後改建為大型公寓「LEXEL PLAZA京王堀之內」（レクセルプラッツァ京王堀之内），但因當地街景井然有序，仍常被選作為攝影地。

## 車站構造

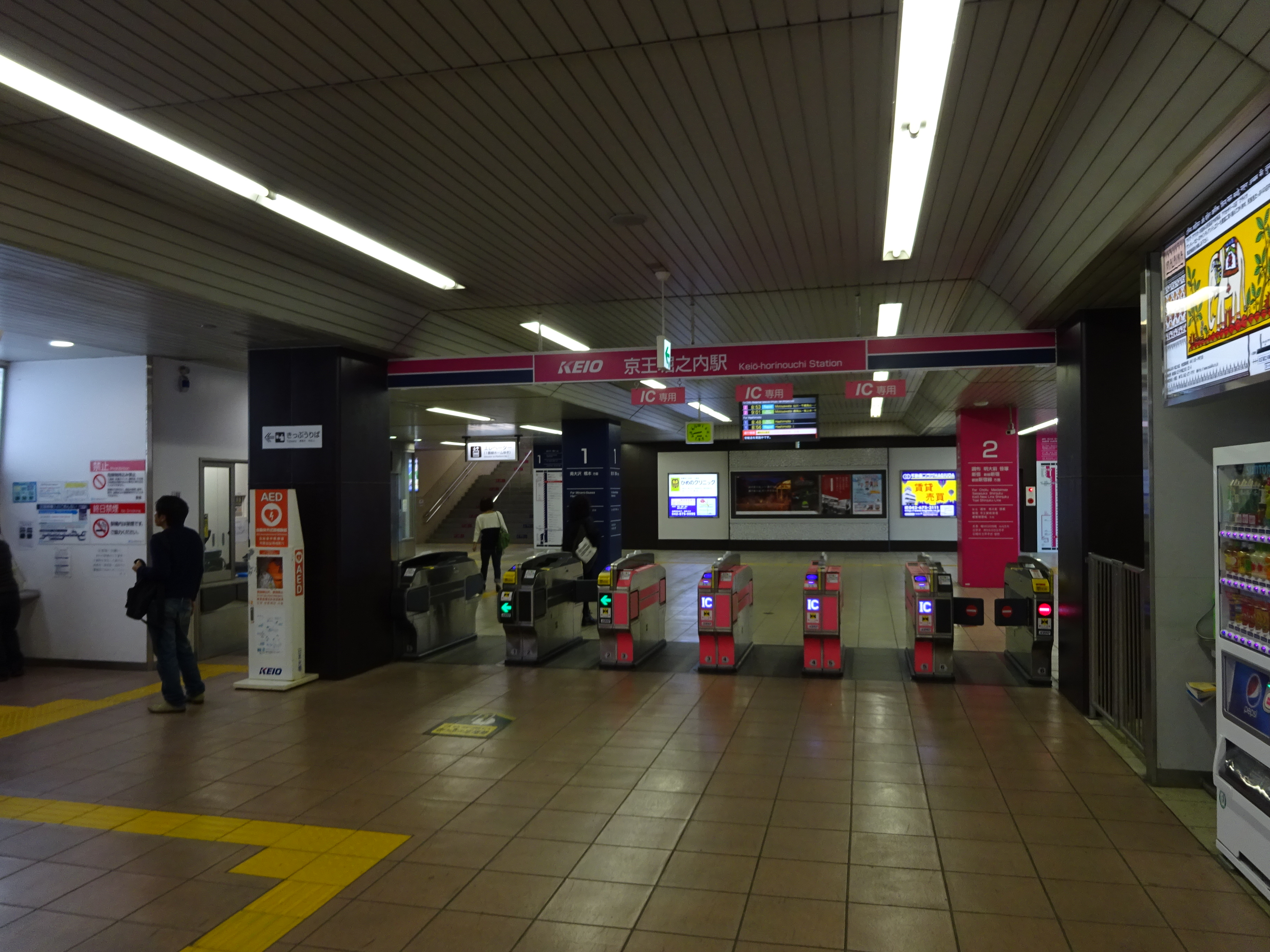
驗票口(2016年10月)

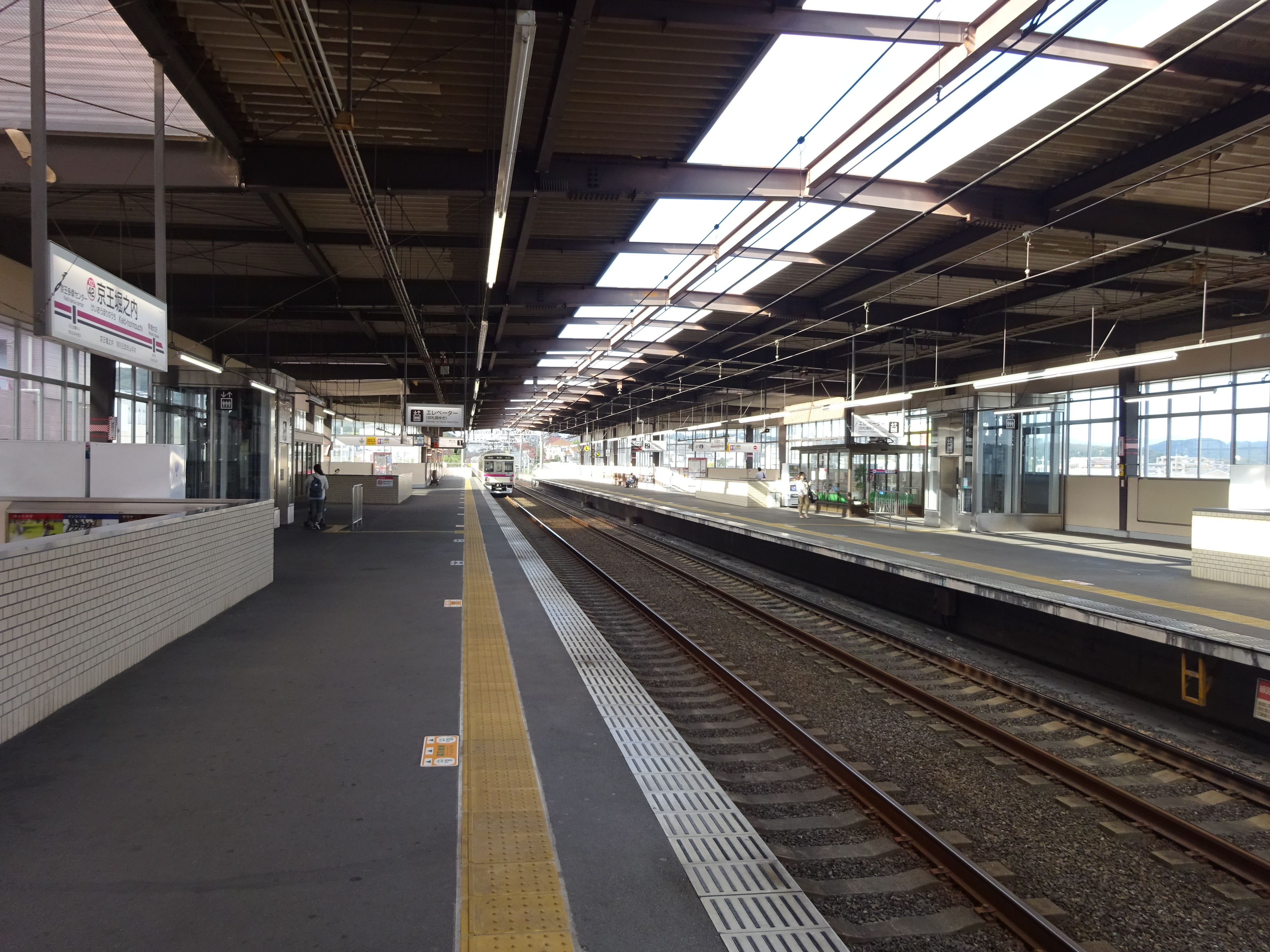
月台(2016年10月)

本站為相對式月台2面2線的高架車站。站內除新設電梯與整修牆面外皆未作其他改建。各月台設有候車室與連結驗票口層的階梯與電扶梯（僅往上）
廁所位於付費區內。站內也設有K-Shop、東京都民銀行ATM等設施。

### 月台配置
| 月台 | 路線     | 方向 | 目的地                               |
| ---- | -------- | ---- | ------------------------------------ |
| 1    | 相模原線 | 下行 | 橋本方向                             |
| 2    | 相模原線 | 上行 | 調布、明大前、笹塚、新宿、新宿線方向 |

## 使用情況
2016年度一日平均上下車人次為32,102人。車站開設以來，隨著周邊多摩新市鎮的開發，使用人數逐漸上升。
啟用以來的一日平均上下車、上車人次變化如下表。
| 年度               | 1日平均 上下車人次 | 1日平均 上車人次 | 來源   |
| ------------------ | ------------------ | ---------------- | ------ |
| 1988年（昭和63年） | 3,240              | 1,391            | [ 4 ]  |
| 1989年（平成元年） | 5,027              | 2,446            | [ 5 ]  |
| 1990年（平成02年） | 8,720              | 4,115            | [ 6 ]  |
| 1991年（平成03年） | 11,347             | 5,393            | [ 7 ]  |
| 1992年（平成04年） | 13,179             |                  | [ 8 ]  |
| 1993年（平成05年） | 16,357             | 8,047            | [ 9 ]  |
| 1994年（平成06年） | 18,448             | 9,118            | [ 10 ] |
| 1995年（平成07年） | 20,807             | 10,295           | [ 11 ] |
| 1996年（平成08年） | 21,274             | 10,573           | [ 12 ] |
| 1997年（平成09年） | 22,151             | 10,964           | [ 13 ] |
| 1998年（平成10年） | 22,733             | 11,405           | [ 14 ] |
| 1999年（平成11年） | 23,020             | 11,448           | [ 15 ] |
| 2000年（平成12年） | 23,312             | 11,559           | [ 16 ] |
| 2001年（平成13年） | 23,783             | 11,721           | [ 17 ] |
| 2002年（平成14年） | 24,321             | 11,967           | [ 18 ] |
| 2003年（平成15年） | 25,599             | 12,557           | [ 19 ] |
| 2004年（平成16年） | 25,651             | 12,597           | [ 20 ] |
| 2005年（平成17年） | 26,251             | 12,841           | [ 21 ] |
| 2006年（平成18年） | 26,934             | 13,101           | [ 22 ] |
| 2007年（平成19年） | 27,672             | 13,571           | [ 23 ] |
| 2008年（平成20年） | 28,512             | 14,011           | [ 24 ] |
| 2009年（平成21年） | 28,901             | 14,216           | [ 25 ] |
| 2010年（平成22年） | 29,459             | 14,512           | [ 26 ] |
| 2011年（平成23年） | 29,513             | 14,530           | [ 27 ] |
| 2012年（平成24年） | 29,840             | 14,666           | [ 28 ] |
| 2013年（平成25年） | 30,712             |                  |        |
| 2014年（平成26年） | 31,015             |                  |        |
| 2015年（平成27年） | 32,047             |                  |        |
| 2016年（平成28年） | 32,102             |                  |        |

## 車站周邊
- 高架下
  - 八王子市堀之內站收費自行車、機車停車場
  - 八王子市違法自行車暫時保管庫
  - 警視廳南大澤警察署（日语：南大沢警察署）堀之內站前交番
  - 京王CLOSET（京王クローゼット）堀之內
  - 京王電鐵堀之內變電所
- 公共設施等
  - 駐日美軍由木通信所（日语：由木通信所）
- 觀光設施
  - 長池見附橋
- 宗教設施
  - 南八幡宮
  - 保井寺
  - 北八幡神社
  - 淺間神社
  - 日枝神社
  - 加略山浸信會
  - 蓮生寺（日语：蓮生寺 (八王子市)）
- 公園
  - VIA Stagione「四季之路公園」
  - 秋葉台公園
  - 長池公園（日语：長池公園）
    - 長池見附橋 - 原為大正2年架設的舊四谷見附橋。

  - 蓮生寺公園（日语：蓮生寺公園）
  - 堀之內番場公園
  - 潺潺（せせらぎ）綠道
- 郵局、金融機關
  - 京王堀之內站前郵便局
  - 東京都民銀行（日语：東京都民銀行）堀之內支店
- 商業設施
  - VIA NAGAIKE（VIA長池本館）
    - 三和（日语：三和）堀之內店
      - 野島電器（日语：ノジマ）堀之內店

  - VIA NAGAIKE（VIA長池新館）
    - OffMax京王堀之内店

  - 唐吉訶德京王堀之內店
  - Trial（日语：トライアルカンパニー）八王子店
  - FOOD ONE（日语：三和）八王子堀之內店
  - 業務超市（日语：神戸物産）堀之內店
- 企業
  - 全勞濟（日语：全国労働者共済生活協同組合連合会）情報中心
  - 九州屋（日语：九州屋）本社大樓
  - 丸紅多摩中心研修所
- 教育設施
  - 中央大學
  - 東京藥科大學
  - 帝京大學中學校、高等學校（日语：帝京大学中学校・高等学校）
  - 東京都立松谷高等學校（日语：東京都立松が谷高等学校）

### 巴士路線
可搭乘京王巴士南與神奈川中央交通的路線巴士。
 1號乘車處 
- 平02：經東京藥科大學往平山城祉公園站
- 堀04：往東京藥科大學（僅平日早、傍晚）

 2號乘車處 
- 南64：經富士見橋往南大澤站
- 堀05：經由木中央小學校往京王堀之內站（僅早、傍晚，循環）
- 堀06：經堀之內二丁目往東山住宅
- 堀64：往由木折返場（僅平日，深夜巴士，23時以後）
- 北09：經打越新道往北野站北口（平日1班）

 3號乘車處 
- 櫻88：經帝京大學入口網聖蹟櫻丘站
- 堀03：經松木中學校、見附橋往南大澤站（深夜巴士，深夜巴士以外在5號乘車處發車）
- NT01：經板橋、南大澤站、內裏谷戶公園往橋本站（深夜巴士，京王多摩中心站始發）

 4號乘車處 
- 堀01、堀02：見附橋循環
  - 堀01…本站6點至12點發車，潺潺橋方向循環。
  - 堀02…本站13點至22點發車，蓮生寺方向循環。
  - 堀01與堀02停靠站相同。

 5號乘車處 
- 堀03：經松木中學校、見附橋往南大澤站（深夜巴士在3號乘車處發車）

 其他 
- 往橋本站（深夜急行巴士，新宿站西口始發，下車專用）

## 相鄰車站
京王電鐵
 相模原線
■特急、■準特急、■急行
通過
■區間急行、■快速、■各站停車
京王多摩中心（KO41）－京王堀之內（KO42）－南大澤（KO43）

## 外部連結
- 京王堀之內 - 京王電鐵